# JTOトーナメント
JTOトーナメント（ジェー・オー・ティー・トーナメント）は、JTOが開催しているトーナメント戦。

## JTOルール
- 勝敗はギブアップ、KO、レフェリーストップ、3ロストポイントによるTKO負け。時間切れの場合はロストポイントで決着。
- ロストポイントはロープエスケープ、ダウン、故意に場外に出たとレフェリーが認めた場合、悪質な反則行為とレフェリーが判断した場合。
- ダウンカウント、場外カウントはない。
- KING of JTO王者が優勝を逃した場合は優勝者に王座が移動となる。

## 歴代優勝者
| 年代   | 開催期間                | 優勝者         | 準優勝者     |
| ------ | ----------------------- | -------------- | ------------ |
| 2020年 | 2月12日、8月14日        | TAKAみちのく   | 田村ハヤト   |
| 2021年 | 2月27日、3月19日        | KANON          | 武蔵龍也     |
| 2022年 | 3月4日                  | 武蔵龍也       | 綾部蓮       |
| 2023年 | 2月5日、2月13日、3月3日 | 綾部蓮         | 十文字アキラ |
| 2024年 | 1月13日、2月4日         | ファイヤー勝巳 | 夕張源太     |